# تسمية تشيلي
تسمية تشيلي هي التسمية الرئيسية لدولة تشيلي والذي اتخذته تشيلي كاسم عالمي لها.
هناك نظريات مختلفة حول أصل كلمة تشيلي. وفقاً لمؤرّخ القرن السابع عشر -دييغو دي روزاليس، دعا الإنكا وادي أكونكاغوا «تشيلي» نسبة من اسم الزعيم القبلي Picunche («كاسيك») دعا Tili، الذي حكم المنطقة في ذلك الوقت أثناء فتح الإنكا في القرن 15. نظرية أخرى تقول: لتشابه وادي أكونكاغوا مع وادي كاسما في بيرو، حيث كانت هناك بلدة أو وادي يسمّى شيلي 
نظريات أخرى تقول تشيلي قد تستمدّ اسمها من كلمة الأمريكيين الأصليين وهذا يعني إما "أقاصي الأرض" أو "النوارس"; من الكلمة شيلي مابوتشي، وهو ما قد يعني "حيث تنتهي الأراضي;" أو من كيشوا chiri، "الباردة، أو الفلفل الحار، وهذا يعني إما "الثلج" أو "أعمق نقطة من الأرض". أصل آخر ينسب إلى شيلي هو مسمى cheele-cheele -التقليد مابوتشي من تغريد طائر يعرف محلّيّاً.
سمع الغزاة الإسبانية حول هذا الاسم من الإنكا، وعدد قليل من الناجين من أول رحلة دييغو دي الماجرو الإسباني الجنوبي من بيرو في 1535-1536 أطلقوا على أنفسهم «رجال الشطة». وفي نهاية المطاف، يعود الفضل إلى دييغو دي الماجرو في تعميم اسم تشيلي، بعد تسمية وادي مابوتشو على هذا النحو. هجاء قديمة «شيلي» كان قيد الاستخدام في اللغة الإنجليزية حتى عام 1900 على الأقلّ قبل التّحوّل إلى «تشيلي».